# Nogometno društvo Ilirija
Nogometno društvo Ilirija 1911, krajše ND Ilirija 1911, je slovenski nogometni klub iz Ljubljane. Trenutno igrajo v 2. SNL.

## Zgodovina
Nogometni klub Ilirija je bil ustanovljen 9. junija 1911 in sicer v restavraciji »Roža« v Židovski ulici v Ljubljani. Do takrat so na področjih kjer so živeli Slovenci delovali le klubi,ki so jih ustanovili Nemci ali Madžari, sicer takratni sodržavljani znotraj avstro-ogrske države. Ustanovitev prvega slovenskega nogometnega kluba je prav zaradi tega štela kot pomembno narodno buditeljsko dejanje, ki pri takratnih oblasteh ni naletelo na odobravanje. Že kmalu po ustanovitvi je Ilirija pričela igrati tudi mednarodne tekme in sicer proti klubom iz Hrvaške (Gradjanski, Concordia) in Češke (Slavija). Prvo nogometno igrišče Ilirije je bilo v parku Tivoli v Ljubljani. Prvi predsednik Ilirije je bil Albin Kandare, med ustanovitelji pa so bili tudi Dr. Ivan Lah, Rohrmann, Dev, Est, Mencinger, Jurman, Berce in Cerk.
Prva svetovna vojna je povzročila začasno prekinitev delovanja Ilirije. Po vojni je Ilirija ustanovila vrsto športnih sekcij in obnovila delovanje nogometnega kluba. Od leta 1920 naprej je bil nogometni klub Ilirija dvanajstkrat prvak Slovenije, ki je bila takrat del kraljevine SHS, kasneje preimenovane v Jugoslavijo. Prvi naslov slovenskega prvaka je Ilirija osvojila l. 1920. Najbolj znan igralec v tistem času pa je bil Stanko Tavčar, ki je bil član jugoslovanske reprezentance na Olimpijskih igrah l. 1920 v Antwerpnu. Poleg njega so bili bolj znani igralci Ilirije še Ernest Turk, Stanko Pelan in Oto Oman.
Po letu 1920 je bil v Ljubljani ustanovljen nogometni klub Primorje. Ustanovili so ga Primorci, ki so se po priključitvi Primorske k Italiji, umaknili v Ljubljano. Med kluboma so izbruhnili hudi spori, ki so bili posledica velikega rivalstva in tudi prizadevanj tedanjih oblasti, da oba kluba združijo. Novi klub naj bi nastopal v takratni elitni jugoslovanski ligi. Združitvi obeh klubov je nasprotoval tudi takratni predsednik Ilirije ing. Stanko Bloudek. Kljub temu je do združitve obeh klubov prišlo in sicer leta 1936.
Ing. Stanko Bloudek je bil pobudnik prve nočne tekme v srednji Evropi. To se je zgodilo 2. avgusta 1928, ko sta se pomerila Ilirija in Primorje, tekmo pa si je na igrišču Ilirije ogledalo 4.000 gledalcev. To je tudi prva nogometna tekma, ki so jo poslušalci lahko spremljali prek radijskih sprejemnikov. 19. aprila leta 1931 sta se na igrišču Ilirije prvič pomerila Ilirija in splitski Hajduk, ki je bil ustanovljen istega leta kot Ilirija. Tekma se je končala z neodločenim izidom 3 : 3. Eden najbolj znanih in najuspešnejših mladih nogometašev Ilirije je bil Sandi Lah. Leta 1931 je igral v mladinskem moštvu in kmalu pričel igrati tudi za prvo moštvo Ilirije. Ilirijo je zapustil po združitvi s Primorjem in postal član beograjskega BASK-a, predhodnika današnjega Partizana. Leta 2001 je Sandi Lah ob praznovanju 90. obletnice Ilirije povedal, da je svoj igralski vrhunec dosegel prav pri BASK-u. Bil je tudi reprezentant kraljevine Jugoslavije. Čeprav je ob 90. obletnici Ilirije štel že 89. let se je zelo natančno spominjal svoje najboljše tekme. Na tekmi med BASK-om in Gradjanskim, ki jo je spremljalo 40.000 gledalcev je bil najboljši igralec in osvojil simpatije gledalcev.
Kot zanimivost je potrebno povedati, da je kar nekaj igralcev nogometnega kluba Ilirija igralo tudi za prvi slovenski hokejski klub Ilirija. Igralci so v zimskem času nogometno žogo in čevlje zamenjali z drsalkami, hokejsko palico in puckom.
Žal je obetavno pot Ilirije l. 1941 prekinila vojna. Po osvoboditvi so nekateri Ilirijani, na čelu s Francem Nebcem (dolgoletni direktor Prehrane, predhodnice Emone) poskušali obnoviti delovanje Ilirije. Oblast je to idejo zavirala, ker je bila Ilirija pred vojno znana kot meščanski klub, kar pa prva leta po vojni ni bila priljubljena povezava. Pobudnikom je v začetku uspelo pod imenom Ilirija ustanoviti le plavalni klub, ne pa tudi nogometnega. To jim je uspelo šele leta 1951, kar lahko štejemo kot leto obuditve delovanja nogometnega kluba Ilirija. K obnovljenemu klubu so se vrnili nekateri odlični predvojni igralci , ki so prevzemali tudi vlogo trenerjev (Lah, Grintal, Perkovič).
V času od l. 1951 do nekako sredine 90-ih let je nogometni klub Ilirija nastopal v najvišjih ligah v okviru Slovenije. Največji uspeh po 2. svetovni vojni pa predstavlja osvojitev naslova članskega prvaka Slovenije v sezoni 1970/71. V l. 1971 je Ilirija postala tudi vice-prvak Jugoslavije, po uspešnem nastopu na zaključnem turnirju amaterskih republiških prvakov. Ilirija je takrat premagala prvake Bosne, Črne gore in Hrvaške, izgubila pa z moštvom Vrbas, takratnim prvakom Srbije. Za moštvo Ilirije, ki je doseglo ta izjemen uspeh so igrali naslednji igralci: Jerebic, Rojina, Šmon, Erjavec, Kolenc, Dermastija, Godler, Ahlin, Filip, Jalšavec, Jesenšek, Daneu, Prelovšek….
Poleg omenjenih je po l. 1960 za Ilirijo igralo izjemno veliko kvalitetnih nogometašev. Ob tem omenimo le tiste, ki so najbolj zasloveli, nekateri tudi izven meja Slovenije: Lah, Tavčar, Pirc, Škulj, Ačimovič, Miloševič, Šiljak, Marušič.

## Člansko moštvo
| Št.  | Država    | Položaj | Igralec          |
| ---- | --------- | ------- | ---------------- |
| 1    | Slovenija | GK      | Mateo Barukčič   |
| 2    | Slovenija | DF      | Dino Mahič       |
| 3    | Slovenija | DF      | Jon Simič        |
| 4    | Slovenija | DF      | Lamin Diallo     |
| 5(C) | Slovenija | DF      | Marko Đokovič    |
| 6    | Slovenija | DF      | Tadej Rems       |
| 7    | Slovenija | DF      | Oskar Cvetičanin |
| 8    | Slovenija | DF      | France Frelih    |
| 9    | Slovenija | DF      | Domen Potočnik   |
| 10   | Slovenija | DF      | Nejc Strajnar    |
| 11   | Slovenija | DF      | Tine Hlede       |
| 12   | Slovenija | MF      | Žiga Vidic       |
| 13   | Slovenija | MF      | Matevž Fortin    |

| Št. |           | Položaj | Igralec        |
| --- | --------- | ------- | -------------- |
| 14  | Slovenija | MF      | Enes Rujović   |
| 15  | Slovenija | MF      | Blaž Božič     |
| 16  | Slovenija | MF      | Jaka Corn      |
| 17  | Slovenija | MF      | Matic Povh     |
| 18  | Srbija    | MF      | Jošt Kimovec   |
| 19  | Slovenija | MF      | Lenart Lesar   |
| 20  | Slovenija | FW      | Dejan Zadnikar |
| 21  | Slovenija | FW      | Mustafa Nukić  |
| 22  | Slovenija | FW      | Erwin Tiganj   |
| 23  | Slovenija | FW      | Žiga Urtelj    |
| 24  | Slovenija | FW      | Erazem Zajc    |
| 25  | Slovenija | GK      | Jakob Ambrožič |

## Klubski delavci
| \| Pozicija \| Ime \| Nacionalnost \| \| ------------------ \| --------------- \| ------------ \| \| Glavni trener \| Žiga Starić \| \| \| Pomočnik trenerja \| Luka Tomazin \| \| \| Kondicijski trener \| Luka Tomazin \| \| \| Trener vratarjev \| Milan Zaviršek \| \| \| Trener U-19 \| Rok Golob \| \| \| Trener U-17 \| Robert Kopčič \| \| \| Trener U-15A \| Borut Smolnikar \| \| \| Trener U-15B \| Uroš Terzič \| \| \| Trener U-13 \| Erik Merdanovič \| \| \| Trener U-13B \| Edin Varcar \| \| \| Trener U-11 \| Klemen Frangeš \| \| \| Trener U-10 \| Uroš Terzič \| \| \| Trener U-9 \| Luka Tomazin \| \| \| Trener U-8 \| Edin Varcar \| \| |                 |                       |
| Pozicija | Ime             | Nacionalnost          |
| Glavni trener | Žiga Starić     | Slovenija             |
| Pomočnik trenerja | Luka Tomazin    | Slovenija             |
| Kondicijski trener | Luka Tomazin    | Slovenija             |
| Trener vratarjev | Milan Zaviršek  | Slovenija             |
| Trener U-19 | Rok Golob       | Slovenija             |
| Trener U-17 | Robert Kopčič   | Slovenija · Slovenija |
| Trener U-15A | Borut Smolnikar | Slovenija             |
| Trener U-15B | Uroš Terzič     | Slovenija             |
| Trener U-13 | Erik Merdanovič | Slovenija             |
| Trener U-13B | Edin Varcar     | Slovenija             |
| Trener U-11 | Klemen Frangeš  | Slovenija             |
| Trener U-10 | Uroš Terzič     | Slovenija             |
| Trener U-9 | Luka Tomazin    | Slovenija             |
| Trener U-8 | Edin Varcar     | Slovenija             |

## Lovorike
- Slovenska republiška nogometna liga:

Zmagovalci (12): 1920, 1920–21, 1921–22, 1922–23, 1923–24, 1924–25, 1925–26 1926–27, 1929–30, 1931–32, 1933–34, 1934–35
Zmagovalci 5. lige 2012/13, 2. mesto v 4. ligi 2013/14 in 2. mesto v 3. SNL center 2014/15.